# Корён Кая
Корён Кая — один из небольших племенных союзов, входивших в конфедерацию Кая в период Трёх государств на Корейском полуострове. Был расположен на территории современного города Санджу в провинции Кёнсан-Пукто, Южная Корея. Легенда гласит, что Корён Кая был основан ваном Тхэджо, чьей могилой считается гробница на горе Обонсан в Хамчханыпе, Санджу.
В 522 году правители Корён Кая и Силла породнились. Поэтому Корён Кая не участвовала в союзе Пэкче и Тэкая против Силла в 538 году. Согласно древним хроникам Самгук Саги и японской Нихонсёки, Корён Кая была присоединена к Силла в 562 году. В том же году на юге была завоёвана Тэкая.